# 1794
Промислова революція •  Просвітництво • Російська імперія • Французька революція

## Геополітична ситуація
В Османській імперії султан Селім III (до 1807). Під владою османів перебувають Близький Схід та Єгипет, Середземноморське узбережжя Північної Африки, частина Закавказзя, значні території в Європі: Греція, Болгарія і Сербія. Васалами османів є Волощина та Молдова.
Священна Римська імперія охоплює, крім німецьких земель, Угорщину з Хорватією, Трансильванію, Богемію, Північну Італію, Австрійські Нідерланди. Імперію очолює Франц II (до 1835). У Пруссії править Фрідріх-Вільгельм II (до 1797).
У Французькій республіці завершилася Епоха терору. Франція має колонії в Північній Америці та Індії. Король Іспанії — Карл IV (до 1808). Королівству Іспанія належать південь Італії, Нова Іспанія, Нова Гранада, Віцекоролівство Перу, Внутрішні провінції та Віцекоролівство Ріо-де-ла-Плата в Америці, Філіппіни. У Португалії королює Марія I (до 1816). Португалія має володіння в Бразилії, в Африці, в Індії, в Індійському океані й Індонезії. На троні Великої Британії сидить Георг III (до 1820). Британія має колонії в Північній Америці, на Карибах та в Індії.
Сполучені Штати Америки займають територію частини колишніх британських колоній. Президент США — Джордж Вашингтон. Територія на півночі північноамериканського континенту, що належить Великій Британії, розділена на Нижню Канаду та Верхню Канаду, територія на півдні та заході континенту належить Іспанії й Франції.
Північ Нідерландів займає Республіка Об'єднаних провінцій. Вона має колонії в Америці, Індонезії, на Формозі та на Цейлоні. Король Данії та Норвегії — Кристіан VII (до 1808), на шведському троні сидить Густав IV Адольф (до 1837). На Апеннінському півострові незалежні Венеціанська республіка та Папська область. Король Речі Посполитої — Станіслав Август Понятовський (до 1795). У Російській імперії править Катерина II (до 1796).
Україну розділено між трьома державами. Королівство Галичини та Володимирії належить Австрії. Правобережжя розділене між Річчю Посполитою та Російською імперією. Лівобережжя та Крим належать Російській імперії. Задунайська Січ існує під протекторатом Османської імперії.
В Ірані закінчилося правління династії Зандів, до влади прийшли Каджари. Імперія Маратха контролює значну частину Індостану. Зростає могутність Британської Ост-Індійської компанії. У Бірмі править династія Конбаун. У Китаї володарює Династія Цін. У Японії триває період Едо.

## Події

### В Україні
- 2 вересня указом Катерини II порту Хаджибей були виділені гроші на реконструкцію. У 1795 році Хаджибей перейменували в Одесу

### У світі

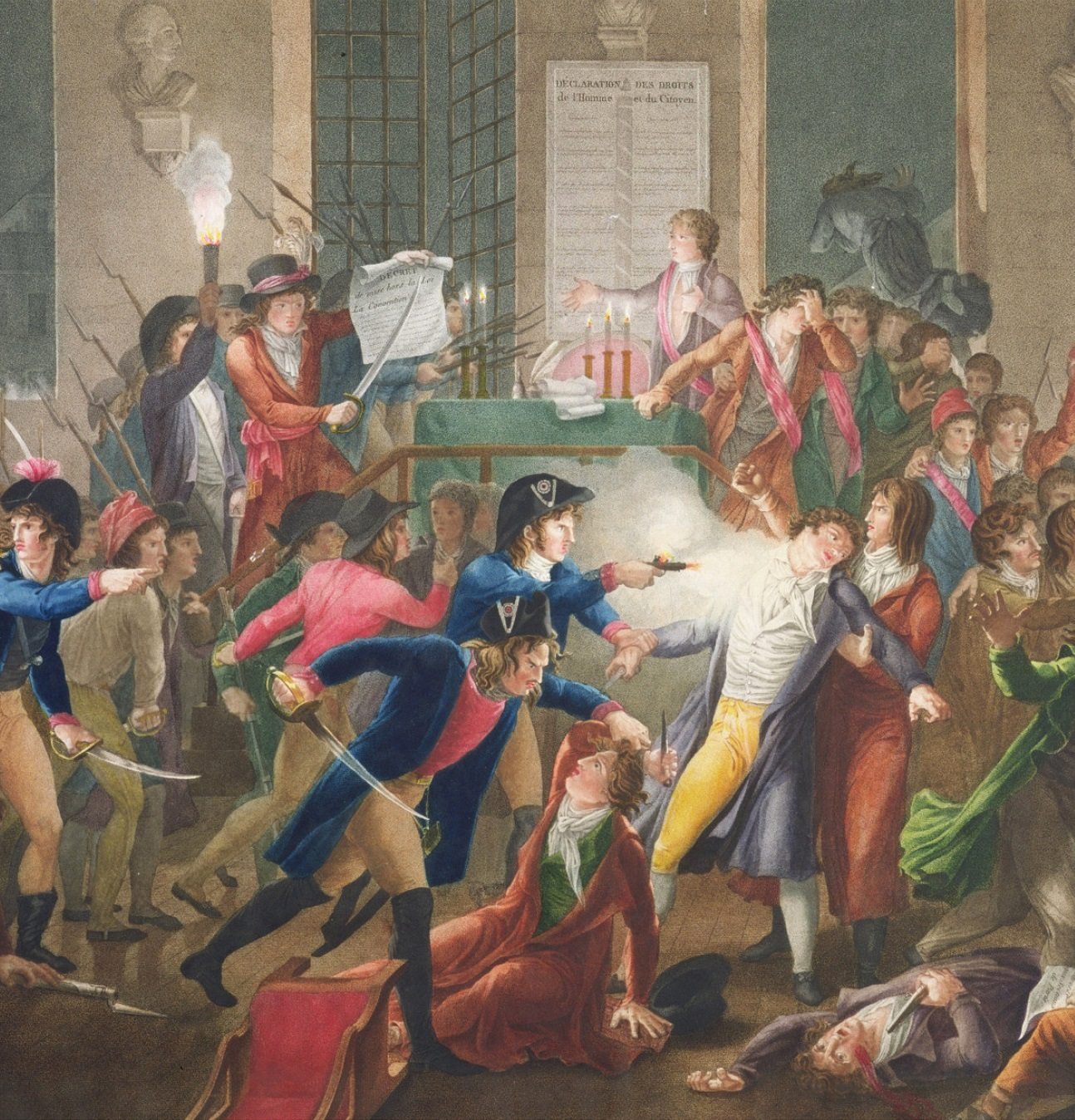
27 липня: Арешт Робесп'єра та Сен-Жуста

- 4 березня Національний конвент скасував рабство у Франції.
- 12 березня польський генерал Антоній Мадалінський відмовився розпустити свої підрозділи й повів їх на Краків.
- 23 березня Британія захопила Мартиніку.
- 24 березня Тадеуш Костюшко виголосив прокламацію й розпочав повстання проти окупації Речі Посполитої військами Російської імперії й Пруссії.
- 4 квітня війська Речі Посполитої під проводом Костюшка здобули перемогу над росіянами в битві під Рацлавицями.
- 5 квітня у Франції страчено Жоржа Дантона.
- 17-19 квітня у Варшаві відбувся напад на російський гарнізон. Жителі міста приєдналися до повстання Костюшка.
- 19 квітня Росія, Велика Британія та Пруссія утворили союз проти революційної Франції.
- 7 травня Робесп'єр проголосив у Франції культ Верховної Істоти державною релігією.
- 8 травня в Парижі страчено 28 членів генерального відкупу, зокрема відомого хіміка Антуана Лавуазьє.
- 18 травня французька революційна армія здобула перемогу над британцями у битві під Туркуеном.
- 4 червня британці захопили Порт-о-Пренс на Гаїті.
- 17 червня виникло Англо-корсиканське королівство.
- 26 червня французи виграли битву при Флерюсі, що призвело до остаточної втрати Австрійських Нідерландів та падіння Республіки об'єднаних провінцій.
- 13 липня почалася облога Варшави російсько-прусськими військами.
- 17 липня у Парижі страчено 16 комп'єнських мучениць.
- 27 липня (9 термідора ІІ року за революційним календарем) термідоріанський переворот повалив у Франції якобінську диктатуру.
- 23 вересня французи захопили Аахен.
- 28 вересня Австрія, Росія та Британія уклали союз проти Франції.
- 2 жовтня французька революційна армія виграла битву при Альденговені й повністю окупувала Австрійські Нідерланди.
- 4 жовтня президент США востаннє вів війська в бій при придушенні повстання через віскі.
- 10 жовтня російські війська перемогли прихильників повстання Костюшка у битві при Мацейовицях. Поранений Тадеуш Костюшко потрапив у полон.
- 4 листопада російські війська Олександра Суворова взяли штурмом передмістя Варшави Прагу.
- 18 листопада США та Велика Британія підписали Договір Джея, врегулювавши взаємні відносини.
- В Ірані до влади прийшли Каджари, полонивши й стративши останнього шаха із Зандів.

### Наука і культура
- Ернст Флоренс Фрідріх Хладні висловив припущення, що метеорити виникли в космосі.
- Ладзаро Спалланцані зробив висновок, що кажани послуговуються іншим засобом, відмінним від зору, для орієнтації в темряві.
- Еразм Дарвін опублікував перший том «Зоономії».
- Медаль Коплі отримав Алессандро Вольта.
- Засновано Університет Теннессі.
- Засновано Політехнічну та Нормальну школи.
- У Парижі відкрито Музей мистецтв і ремесел.
- Томас Пейн опублікував трактат «Століття розуму».

### Засновані
- Республіка Буйон
- Англо-Корсиканське королівство
- Литовське генерал-губернаторство

### Зникли
- Занди
- Брієнн (графство)
- Буйон (герцогство)
- Юліх-Берг
- Прусський Гелдерланд

## Народились
див. також Категорія:Народились 1794
- 27 травня — Корнелій Вандербільт, американський індустріаліст, залізничний магнат

## Померли
див. також Категорія:Померли 1794
- 27 жовтня — Григорій Сковорода, найвидатніший український просвітитель-гуманіст, філософ, поет, педагог.